# 松本看護大学
松本看護大学（まつもとかんごだいがく、英語: Matsumoto College of Nursing）は、長野県松本市に本部を置く私立大学である。 

## 概観

### 大学全体
前身の松本短期大学看護学科を母体として長野県内6校目の4年制大学として開学した。山岳事故に対応可能な救急・災害看護、在宅看護を指向し、併せて保健師の養成なども目指している。3年次進級時に地域在宅看護・救急災害看護・公衆衛生看護のコース選択ができる。

### 理念・目的
教育基本法ならびに学校教育法に基づき、医療保健福祉において深く専門の学芸を研究教授し、豊かな教養と専門学術および職業に必要な能力を修得させる。それにより、学生自らの人格を培うことを援助する。さらに、地域社会における医療保健福祉の向上に貢献する人材を育成し、看護学の発展に寄与すること。

## 沿革
- 2006年4月 - 前身の松本短期大学看護学科が開設。
- 2019年10月下旬 - 文部科学省に「松本看護大学」設置認可申請[3]。
- 2020年10月22日 - 文部科学省より松本看護大学設置認可が下る[4]。
- 2021年4月 - 開学[5]

## 教育および研究

### 学部
- 看護学部 看護学科

## 学生生活

### 奨学金
大学独自の奨学金制度は設けられていない。